# Marta Mistygacz
Marta Mistygacz (ur. 14 kwietnia 1991 w Lesznie) – polska koszykarka, występująca na pozycji niskiej skrzydłowej, zakończyła karierę 2024.
Jej młodsza siostra Dorota jest także zawodową koszykarką. Występowały wspólnie w barwach MUKS Poznań oraz Pszczółek Polski-Cukier AZS-UMCS Lublin. W 2011 zdobyły brązowy medal podczas mistrzostw Europy do lat 20.

## Osiągnięcia
Stan na 20 kwietnia 2021, na podstawie, o ile nie zaznaczono inaczej.
Drużynowe
- Mistrzyni:
  - LOTTO 3x3 Ligi Kobiet 2023 i 2024 z SKK Polonia Warszawa[3]
  - I ligi polskiej (2021 – awans do EBLK)[4]
  - Polski juniorek starszych (2011)
  - w Pucharze European Women's Basketball League 2024
- Wicemistrzyni I ligi polskiej (2018, 2019)
- Brązowa medalistka w Pucharze European Women's Basketball League[5]
- Finalistka Pucharu Polski z SKK Polonia Warszawa 2021 (Top 6)

Reprezentacja
- Brązowa medalistka mistrzostw Europy U–20 (2011)
- Uczestniczka mistrzostw Europy U–16 (2007 – 10. miejsce)